# Melezio III di Costantinopoli
Melezio III (in greco Μελέτιος Γ΄, Meletios; Ceo, 1772 – Istanbul, 28 novembre 1845) è stato un arcivescovo ortodosso greco con cittadinanza ottomana, che ha ricoperto la carica di Patriarca ecumenico di Costantinopoli per sette mesi nel 1845.
Nato sull'isola di Ceo nel 1772, fu collaboratore del patriarca Agatangelo I di Costantinopoli, in seguito fu vescovo di Amasya tra il 1828 e il 1830, di Tessalonica tra il 1831 e il 1841 e vescovo di Cizico tra il 1841 e il 1845.
Alla morte di Germano IV, fu eletto come patriarca di Costantinopoli il 18 aprile 1845. Durante il suo breve mandato apportò alcune modifiche alla procedura per l'elezione dei vescovi, riformò il seminario di Halki e migliorò le relazioni con la Chiesa apostolica armena. Morì nel mese di novembre dello stesso anno.